# غرانيت تشاكا
غرانيت تشاكا (مواليد 27 سبتمبر 1992) هو لاعب كرة قدم سويسري من أصل ألباني، يلعب ل‍نادي باير ليفركوزن في ألمانيا ك‍وسط محوري، ومثل منتخب سويسرا لكرة القدم في كأس العالم 2014 التي أقيمت في البرازيل وأيضا في كأس العالم 2018 و‌التي أقيمت في روسيا، وكأس العالم 2022 التي أقيمت في قطر.

## روابط خارجية
- غرانيت تشاكا على موقع الاتحاد الدولي (مؤرشف)  (الإنجليزية)
- غرانيت تشاكا على موقع الاتحاد الأوربي (الإنجليزية)
- غرانيت تشاكا على موقع إي إس بي إن إف سي (الإنجليزية)
- غرانيت تشاكا على موقع قاعدة بيانات كرة القدم.إي يو (الإنجليزية)
- غرانيت تشاكا على موقع بيانات كرة القدم. دي إي (الألمانية)
- غرانيت تشاكا على موقع ليكيب (الفرنسية)
- غرانيت تشاكا على موقع ناشيونال فوتبول تيمز (الإنجليزية)
- غرانيت تشاكا على موقع Soccerbase.com (لاعب) (الإنجليزية)
- غرانيت تشاكا على موقع Soccerway.com (الإنجليزية)
- غرانيت تشاكا على موقع عالم كرة القدم.نت (الإنجليزية)